# Giovanna, commissaire
Giovanna, commissaire (deux premières saisons) puis Julia Corsi, commissaire (à partir de la troisième saison) (Distretto di polizia) est une série télévisée italienne en 282 épisodes de 50 minutes créée par Pietro Valsecchi et Simone De Rita, diffusée entre le 26 septembre 2000 et le 15 janvier 2012 sur Canale 5.
En France, les saisons 3 à 5 ont été diffusées à partir du 21 mars 2005 et les deux premières saisons à partir du 19 mars 2007 sur TF1.

## Les enquêtes de la série

### Giovanna Commissaire, saison 1 (Distretto di Polizia)
Sur Canale 5, à partir du 26 septembre 2000, avec 24 épisodes.
Giovanna Scalise (Isabella Ferrari), a été transférée à Rome pour sécurité, elle cherche à prendre les criminels qui ont tué son mari (Raul Bova), un journaliste tué par la mafia. Pendant cette enquête, elle est continûment en danger, et ses enfants aussi.
Le commissaire commence à connaître cette nouvelle équipe, elle ne sera pas trop ouverte vers son équipe immédiatement.
Le substitut du commissaire, Roberto Ardenzi, va découvrir le passé de Scalise, et il informe toute l'équipe sur les événements qui ont porté celle-ci à se transférer à Rome. L'équipe décide de défendre Giovanna Scalise, mais ça sera difficile.
Pendant la série, il y a un conflit, un agent meurt, Nina Moretti, une femme du groupe de protection de Giovanna, et la fille de Giovanna est blessée.
L'équipe décide de déclarer la guerre à la mafia, et il y aura un procès avec la condamnation à la prison à vie pour la famille de Tonnara, mais Vito Tonnara est le chef de tout, un homme de la mafia qui ne sera pris que dans la deuxième saison.
Vito Tonnara obtenait des informations à travers le juge (Arturo Stasi).
Roberto Ardenzi va comprendre que Stasi est impliqué, et quand Roberto et Giovanna vont le chercher, ils trouvent l'homme tué, et une lettre dans laquelle Stasi raconte aimer Giovanna et avoir décidé de mettre fin à tout se tuant.

### Giovanna Commissaire, saison 2 (Distretto di Polizia 2)
Sur Canale 5 à partir du 26 septembre 2001, avec 24 épisodes.
Giovanna va commencer un amour avec un inspecteur de l'équipe, Walter Manrico (Lorenzo Flaherty), le fils de Vito Tonnara, Carmine Tonnara, va mourir en prison. La famille Tonnara, après la condamnation de Giovanna Scalise et du procès est complètement détruite. Le chef de la famille et de la mafia, Vito Tonnara (Tony Sperandeo) est encore libre. Il veut se venger pour la mort de son fils, il cherche à tuer le commissaire Scalise, il pense que Giovanna a détruit sa famille, et aussi provoqué la mort de Carmine Tonnara.
Giovanna attend un enfant, et quand elle le dit à son équipe, elle se trouve dans une défi organisé par Tonnara, et elle risque de mourir.
Giovanna a été blessé par Saro Gioncardi, un ami de Carmine, Vito Tonnara lui impose de tuer Giovanna car il était un ami de son fils.
Vito Tonnara décide de tuer ce garçon parce que Giovanna va bien, elle est sortie vivante de l'hôpital, et le garçon a abandonné Rome pour disparaître, restant loin de Vito.
Vito Tonnara réussit à le trouver, et avec un coup le tue.
À la fin de la série, il entre à la station de police, où seulement Giovanna et deux hommes étaient ce jour, et cherche à tuer la femme, mais il est arrêté à temps par Roberto Ardenzi et Mauro Belli, et Tonnara sera tué.
Pendant la série, Roberto Ardenzi perd sa femme, Angela, tombée d'un édifice : elle voulait sauver un professeur prêt à tomber.

### Julia Corsi commissaire, saison 1 (Distretto di Polizia 3)
Sur Canale 5 à partir du 24 septembre 2002 avec 26 épisodes.
Avec la sortie de scène de Giovanna Scalise, le commissariat Tuscolano est, sous Julia Corsi, une jeune femme qui a perdu ses parents dans un attentat il y a 10 ans. Elle forme une équipe formidable avec ses hommes, le juge Marco Altieri et son petit ami, Paul Libero. Dans cette saison, on travaille à propos de la mort d'Angela Rivalta, la femme de Robert, et les enquêtes conduisent à Carla Monti, la sœur du professeur Monti. Monti réussit à parler et il prononce que sa femme a été, elle aussi, tuée par Carla.
Avec des difficultés et des dangers, on arrive à capturer Carla Monti, qui a tué son frère aussi, lequel avait cherché à protéger le commissaire pendant une dispute, et Carla tire sur Fernando par erreur.
Giovanna laisse la police avec Walter Manrico, et le commissaire sera une jeune femme, Julia Corsi (Claudia Pandolfi), son papa a été tué il y a quelques années, et on ne connaît pas la raison, il était juge.
Julia comprend qu'Angela, la femme de Ardenzi, a été tuée par Carla Monti, la sœur du professeur qui voulait mourir.
L'enquête commence avec la mort du photographe qui a enregistré toutes les images de la mort d'Angela.
Carla Monti tue cet homme, mais les hommes de l'équipe vont chez le photographe, et ils trouvent le film d'Angela et du professeur sur l'édifice.
Roberto Ardenzi connaît une nouvelle femme, Francesca Volta, un docteur, et il y a des rapports entre la fille de Roberto, Mauretta, et le fils de Francesca.
À la fin de la série, Carla Monti est prise par Roberto, qui voulait la tuer avec son fusil, mais Mauro Belli arrive à temps pour le calmer, et pour mettre la femme en prison.

### Julia Corsi commissaire, saison 2 (Distretto di Polizia 4)
Sur Canale 5 à partir du 21 septembre 2003 avec 26 épisodes.
Cette série concerne la mort du père et de la mère du commissaire Julia Corsi, parce qu'il y a un nouveau flic dans l'équipe, il a été dans le groupe de protection de son papa (le juge Riccardo Corsi), et il sait que le juge a été trahi par un homme.
Le flic est blessé quand ils vont sauver un enfant, et avant de mourir, à l'hôpital, il dit à Julia le nom de l'homme qui a trahi son papa : Luigi Greco, il était le chef du groupe de protection du juge Riccardo Corsi.
Il cherche à tuer Julia, mais il ne réussit pas, et il décide de s'arrêter, mais il est tué par un jeune homme.
Ce jeune homme va tuer aussi le mari de Julia Corsi, l'agent Paolo Libero, lequel avait compris qu'il y avait un groupe de pédophilie, avec des CD trouvés chez Greco ; il va dans une usine abandonnée, et il est tué par ce jeune homme, Ira Droskorcic.
Ira enlève des enfants pour les donner à son chef, et ils sont violentés dans l'usine que Paolo avait découvert.
Julia et ses hommes trouvent Ira avec un enfant enlevé, l'enfant sera sauvé et Ira est pris.
À la fin de la série Ira est tué par son chef, et Julia comprend que le chef est le professeur Pietro De Santis, il fut appelé par son papa pour des images de pédophilie, mais il était le chef, et il avait ordonné de tuer le juge Corsi parce qu'il était en train d'être découvert.
De Santis fut appelé aussi par Julia, mais il a toujours cherché de déplacer les hommes pour continuer à violenter les enfants, et il avait enlevé la fille de Roberto Ardenzi et Francesca Volta pour obliger Ardenzi à libérer Ira qui avait son bloc-notes, et après le tuant, parce qu'Ira pouvait raconter la vérité à la police.
Le visage de De Santis est présent seulement dans le dernier épisode, dans les autres épisodes on voit Luigi Greco et Ira qui parlent avec une personne, mais nous ne savons rien.
Dans la deuxième saison, on a une mission avec un agent connu par Julia Corsi. Cet homme a travaillé pour l'équipe de protection du juge Corsi et il raconte que Corsi a été trahi par un membre du système de protection.
Pour sauver une fille, l'homme (Valerio Mattei) se retrouve à l'hôpital sur le point de mourir et il prononce le nom du coupable avant de mourir : Luigi Greco, le chef d'équipe.
Convoquant Greco au commissariat, Julia ne sait rien parce qu'il continue à raconter que le juge Corsi lui avait ordonné de chercher Julia avant la fin du concert le soir de l'homicide, mais Valerio était sûr que Corsi n'a jamais donné cet ordre.
Greco conseille à Julia de ne pas rouvrir l'enquête sur la mort de ses parents. Il envoie des photos qui représentent Corsi avec des enfants pour l'accuser de pédophilie.
La police scientifique affirme que les photos sont authentiques, mais Robert cherche un ami d'Angela expert de cas pédophiles qui affirmera que ce sont des montages, des photos fausses.
Greco cherche à tuer Julia plus d'une fois, sans résultats, et enfin il décide de sortir de la bande et il impose au main d'œuvre de lui donner son argent.
Greco est tué avant que Julia et ses hommes arrivent chez lui par Ira Droskorcic.
Julia et Paul retrouvent chez Greco des CD et la photo d'un enfant qui était Ira.
Les CD sont protégés, mais avec un expert ils s'ouvrent et on trouve des photos d'enfants volés.
Pendant l'enquête Paul réussit à trouver le lieu de cette affaire, mais il est tué par Ira.
Quand Julia et ses hommes trouvent Ira pendant qu'il kidnappe un autre enfant, il l'interrogent mais sans avoir aucune info sur le nom de son chef.
Le main d'œuvre va voler Francesca et Maura Ardenzi pour convaincre Robert de libérer Ira.
Il était intéressé de recevoir un bloc-notes avec les preuves et, quand Robert libère Francesca, il reste seul avec Ira, prenant le bloc-notes et le tuant.
Maura est restée prisonnière sur le lieu de la mort de Paul et elle sera retrouvée.
Julia cherche à comprendre le contenu du bloc-notes, ayant fait une copie, et elle comprend que le main d'œuvre c'est le professeur appelé pour le cas des photos et pour écouter la confession d'Ira, Pietro De Santis.
Elle lui demande de l'aide chez lui, et quand elle comprend avoir affaire à l'assassin de Paul et de ses parents, elle réagit avec son fusil à l'agression brutale du tueur.

## Distribution

### Commissaires
- Commissaire Giovanna Scalise (Isabella Ferrari) - Saisons 1-2
- Commissaire Giulia Corsi (Claudia Pandolfi) - Saisons 3-5;10
- Commissaire Roberto Ardenzi (Giorgio Tirabassi) - Saison 6, saison 7 épisode 1
- Commissaire Marcello Fontana (Massimo Dapporto) - Saison 7
- Commissaire Luca Benvenuto (Simone Corrente) - Saison 8-9-10

### Inspecteurs
- Inspecteur chef/Inspecteur Supérieur Roberto Ardenzi (Giorgio Tirabassi) - Saisons 1-5
- Inspecteur Mauro Belli (Ricky Memphis) (VF : Laurent Morteau) - Saisons 1-5, saison 6 épisodes 1-9 tué dans une fusillade en essayant de couvrir Roberto
- Inspecteur Walter Manrico (Lorenzo Flaherty) - Saisons 1-2
- Inspecteur Paolo Libero (Giorgio Pasotti) - Saison 3, saison 4 épisodes 1-14 tué lors d'une enquête sur un réseau pédophile
- Inspecteur Luca Benvenuto (Simone Corrente) - Saison 7
- Inspecteur chef Alessandro Berti (Enrico Silvestrin) - Saisons 6-8
- Inspecteur Irene Valli (Francesca Inaudi) - Saisons 6-7, saison 8 épisodes 1-2 tuée dans une fusillade lors du braquage d'une banque
- Inspecteur Raffaele Marchetti (Max Giusti) - Saisons 7-9
- Inspecteur Elena Argenti (Anna Foglietta) - Saison 8-9

### Agents
- Agent Luca Benvenuto (Simone Corrente) Saisons 1-6
- Agent Nina Moretti (Serena Bonanno) (VF : Céline Ronté) - Saison 1 épisodes 1-17 tuée lors d'une fusillade organisée par la mafia
- Agent Valeria Ruggero (Cristina Moglia) - Saisons 2-3
- Agent Corrado Esposito (Francesco Vitiello) - Saison 4 épisodes 15-26
- Agent Anna Gori (Giulia Bevilacqua) - Stagioni 5-9

### Sur-intendants
- Sur-intendant Giuseppe Ingargiola (Giovanni Ferreri) (VF : Jacques Bouanich) - Saisons 1-10
- Sur-intendant Capo Antonio Parmesan (Roberto Nobile) (VF : Michel Prud'homme) - Saisons 1-8
- Vice Sur-intendant Ugo Lombardi (Marco Marzocca) - Saisons 1-10
- Vice Sur-intendant Vittoria Guerra (Daniela Morozzi) (VF : Françoise Rigal) - Saisons 1-10

### Famille des policiers
- Caterina, mère du commissaire Scalise - Ivana Monti (Saisons 1-2)
- Livia, fille du commissaire Scalise - Lavinia Guglielman (VF : Jessica Barrier) (Saisons 1-2)
- Federico, fils du commissaire Scalise - Alessandro Sperduti (Saisons 1-2)
- Paula Coelho, fiancée de Mauro Belli - Soraya Castillo (VF : Sylvia Conti) (Saisons 1-2)
- Angela Rivalta, femme de Roberto - Carlotta Natoli (Saison 1, saison 2 épisodes 1-22) tuée par Carla Monti
- Adriano, compagnon de l'agent Benvenuto- Alessandro Trotta (Saisons 1-3)
- Cristiano, ex mari de Vittoria Guerra (Saisons 2-4)
- Sabina, sœur de Giulia - Giulia Michelini (Saisons 3-5)
- Daniel, fiancé de Sabina - Michele Riondino (Saisons 3-5)
- Francesca Volta, femme de Roberto - Valeria Milillo (Saisons 3-6)
- Mauretta, fille de Roberto - Interprétée par différentes actrices (Saisons 1-6)
- Francesco, fils de Vittoria Guerra (Saisons 1-8)
- Signor Tiberio, père de Mauro Belli - Sergio Fiorentini (Saisons 1-6, saison 7 épisode 1)
- Germana Mori, femme de Mauro Belli - Silvia De Santis (VF : Anne O'Dolan) (Saisons 3-6, saison 7 épisode 1)
- Valeria Valli, sœur de l'inspecteur Valli - Alessia Barela (Saisons 6-7, saison 8 épisodes 1-3)
- Stefano, neveu de l'nspecteur Valli - Filippo Valsecchi (Saisons 6-7, saison 8 épisodes 1-3)
- Matteo, fils du commissaire Marcello Fontana - Stefano Guglielmi (Saison 7)
- Cristina Fontana, femme du commissaire Marcello Fontana - Daniela Giordano (Saison 7)
- Marco Argenti, frère de l'inspecteur Argenti - Alessandro Intini (Saison 8)
- Signora Marchetti, mère de l'inspecteur Marchetti -Anna Longhi (Saisons 7-9)

### Autres personnages
- Arturo Stasi, Procureur (Paolo Maria Scalondro) - Saison 1
- Meli, dirige le commissariat Rome centre (Carlo Cartier) - Saison 1
- Di Francesco, substitut du procureur (Augusto Zucchi) - Saisons 1-2
- Irene Martini, (Barbara Cupisti) - Saisons 2-3
- Marco Altieri, Procureur (Bruno Armando) - Saisons 3-5
- Luigi Greco, ex chef du juge Riccardo Corsi (Giuseppe Cederna) - Saison 4
- Prof. De Santis (Fabrizio Contri) (VF : Claude Larry) - Saison 4
- Davide Rea, Capitaine des Carabiniers (Giampaolo Morelli) (VF : Vincent Ribeiro) - Saison 5
- Aldo Boni, commissaire de la police scientifique (Stefano Viali) - Saisons 3-8
- P.M. Gabriella Forti, Procureur (Laura Marinoni) - Saison 6
- P.M. Corradi, Procureur (Franco Trevisi) - Saison 7
- Maggiore Saverio Patrizi, Chef de la DIA (Danilo Nigrelli) - Saisons 7-8
- P.M. Orlandi, procureur (Sara D'Amario)- Saison 8
- P.M. Castelli, procureur (Tullio Solenghi)- Saison 9

 Source et légende : version française (VF) sur RS Doublage

## Épisodes

### Première saison (2000)
1. Une nouvelle vie (L'agguato)
2. Sans scrupule (Il ricatto)
3. Service de nuit (Turno di notte)
4. Rattrapée par son passé (Lo spacciatore)
5. Prise d'otages (Sotto sequestro)
6. Le sort s'acharne (Maledetta domenica)
7. Une femme en danger (La violenza)
8. Escroquerie en chaîne (La truffa)
9. Braquage à l'italienne (La rapina)
10. L'Amour d'une mère (Il racket)
11. Prise au piège (Il sospetto)
12. Enquête officieuse (La trappola)
13. À fleur de peau (I tatuaggi del diavolo)
14. Une femme en fuite (Una donna in fuga)
15. Mort suspecte (Morte in corsia)
16. La Mort ensanglantée (L'informatore)
17. Cibles mouvantes (Sotto tiro)
18. Entre la vie et la mort (L'indagine)
19. Le Visage du tueur (La scelta)
20. Crises familiales (La paura)
21. Dans la gueule du loup (L'infiltrato)
22. Le Cirque du racket (L'interrogatorio)
23. La Dernière Escorte (La verità)
24. Le Verdict (La sentenza)

### Deuxième saison (2001)
1. Le Serment (La vendetta)
2. Le Contrat (L'incarico)
3. Une voix lointaine (Fino all'ultimo respiro)
4. Enfance violée (Innocenza violata)
5. Train fantôme (Uno strano sequestro)
6. À bout portant (Sotto tiro)
7. Au bord du gouffre (Ore disperate)
8. La Promesse (Colpevole o innocente)
9. Sur un malentendu (Tradimenti)
10. Au-delà des mots (Segni particolari di un delitto)
11. Double jeu (Il prezzo del successo)
12. Ultimatum (Il sequestro)
13. Chinatown [1/2] (Chinatown [1/2])
14. Chinatown [2/2] (Chinatown [2/2])
15. Meurtre en instantané (Istantanea di un delitto)
16. La Traque (Matrimoni)
17. Trop d'amour (Faccia a faccia)
18. L'Heure des comptes (Resa dei conti)
19. Pablo le gitan [1/2] (Pablo il gitano [1/2])
20. Pablo le gitan [2/2] (Pablo il gitano [2/2])
21. Ô mon miroir (L'altro)
22. La folie du jeu (Colpo di scena)
23. À l'aube du grand jour (L'ultimo duello [1/2])
24. Le dernier face à face (L'ultimo duello [2/2])

### Troisième saison (2002)
1. Vite dans le bain ! (Minuti Contati)
2. Plus dure sera la chute (‘Morte in diretta)
3. Qui a tué Angela ? (Chi ha ucciso Angela ?)
4. Une photo de trop (Giochi pericolosi)
5. Balle perdue (L'incidente)
6. Un enlèvement difficile (Sequestro lampo)
7. Délit de fuite (Pirati della strada)
8. Échec au chantage (Il coraggio di parlare)
9. Plein les yeux (A me gli occhi)
10. Crime imparfait (Delitto imperfetto)
11. Vengeance explosive (Di padre in figlio)
12. L'Art du crime (Legami mortali)
13. Étrange disparition (Insolito addio)
14. Une mère sous influence (Pericolo di morte)
15. En plein cœur (Colpiti al cuore)
16. Jeunesse dorée (Quattro bravi ragazzi)
17. Corsi contre Corsi (Doppio inganno)
18. Ressemblance troublante (Gli occhi del testimone)
19. Un témoin capital (La morte di Angela)
20. La Poison (L'ostaggio)
21. Grosse frayeur [1/2] (Narcotraffico [1/2])
22. Grosse frayeur [2/2] (Narcotraffico [2/2])
23. Moteur ! (Ricatto sul set)
24. Suicide ou homicide ? (Omicidio bianco)
25. Faites de beaux rêves (Sogni d'oro)
26. Jusqu'au dernier souffle (Fino all'ultimo respiro)

### Quatrième saison (2003)
1. La Part de l'ombre (L'ostaggio)
2. Le Grand Frisson (Senza via di fuga)
3. Le Tout pour le tout (La trattativa)
4. La Taupe (La rapina)
5. Jamais sans ma fille (Paura sulla strada)
6. Un gros doute (Il dubbio)
7. Mort d'un poète (Follia omicida)
8. Les Risques du métier (Kickboxing)
9. Loi criminelle (Legge criminale)
10. Course contre le temps (Corsa contro il tempo)
11. Trafic à l'école (Paura all'asilo)
12. Eaux troubles (Acque assassine)
13. À toute vitesse (A tutta velocita)
14. Crimes passionnels (Nessuna pieta)
15. La Nouvelle Recrue (Scomparso)
16. Descente aux enfers (Addio al celibato)
17. Avec toi pour toujours (L'ultimo saluto)
18. Double vie (Chatline)
19. Le Tireur fou (Sotto tiro)
20. Des comptes avec le passé (I conti col passato)
21. De main de maître (Due di noi)
22. Frères par intérim (Alleluia)
23. Au cœur du conflit (Lotta contro il tempo)
24. Face à face (Faccia a faccia)
25. Seul contre tous (Sotto ricatto)
26. Ultime défi (L'ultima sfida)

### Cinquième saison (2005)
1. L'Ange gardien (L'angelo custode)
2. Les diamants ne sont pas éternels (Tradimenti)
3. La Main dans le sac (Doppio inganno)
4. De gré ou de force (Verita' nascoste)
5. Un lourd passé (Padri e figli)
6. Enquête interne (Indagine al distretto)
7. Détentions provisoires (Carcere speciale)
8. Affaires de famille (L'usuraio)
9. Au cœur du danger (L'amico del cuore)
10. Le poids du passé (Cattiva reputazione)
11. La malédiction du vase (La legge del cuore)
12. L'habit ne fait pas le moine (Cattivi maestri)
13. Le prix d'un aveu (Turno di notte)
14. Gangsters en herbe (Baby gang)
15. Le bébé volé (Ritorno a casa)
16. Apparences trompeuses (Doppia verità)
17. Un coup de folie (Fuga disperata)
18. Les fantômes du passé (I fantasmi del passato)
19. Vol à haut risque (Chicco e spillo)
20. Vies brisées (Il giustiziere)
21. La machination (Il prezzo di una vita)
22. La quatrième homme (Il quarto uomo)
23. L'étau (Caccia alla talpa)
24. Traumatismes (Morte al distretto)
25. Le Visage du coupable (Occhio per occhio)
26. La Fin d'une époque (La scelta)

### Sixième saison (2006)
1. Un giorno perfetto [1/2]
2. Un giorno perfetto [2/2]
3. Condannato a morte
4. Un strano incidente
5. Conti con il passato
6. Un giorno da cani
7. Il prezzo del potere
8. All'ultima ora
9. Sfida mortale
10. L'ultimo addio
11. La viletta della morte
12. Ladro di bambini
13. Un giornata al massimo
14. Zona d'ombra
15. Il viaggio della speranza
16. Evasione disperata
17. Padri e figli
18. Partita letale
19. Fuoco sulla città
20. Indifesa
21. Effetti collaterali
22. Corsa contro il tempo
23. L'ultimo ruolo
24. Pugni al vento
25. Un gesto disperato
26. La resa dei conti

### Septième saison (2007)
1. L'innocente
2. Il branco
3. Corso contro il tempo
4. Un gioco crudele
5. Follia
6. L'orco
7. Un conto in sospeso
8. Accusa infamente
9. L'albero de male
10. L'ultimo colpo
11. Il giorno più lungo
12. Menzogne e verità
13. Genitori Sbagliati
14. L'angelo della morte
15. Un grido d'aiuto
16. Il volo della columba
17. Il lungo addio
18. Un casio di coscienza
19. L'ultima rapina
20. Un sogno spezzato
21. Il ritorno
22. L'ombra del passato
23. La falena
24. Agnelli e lupi
25. Sfida totale
26. Nella morsa dell'ingranaggio

### Huitième saison (2008)
1. Il tempo che ci resta
2. Lezioni di vita
3. Fino all'ultimo respiro
4. L'amore impossible
5. La spirale dell'odio
6. L'ultima chiamata
7. Abuso di potere
8. Cassetta numero 37
9. Effetti collaterali
10. L'ultimo viaggio
11. Invisibili
12. L'economoia dei sentimenti
13. Un sconosciuta tra noi
14. Fantasmi del passato
15. L'arcano senza nome
16. Colpevoli d'innocenza
17. La lege dell'amore
18. In ascolto
19. Appuntamento al buio
20. Fuori servizio
21. Fino a provia contraria
22. Sorelle
23. Il ladro di vite
24. La signora del giovedi
25. Gioco di coppia
26. Si muore due volte

### Neuvième saison (2009)
1. Prende I
2. Prede II
3. Coma un figlio
4. Il prete nero
5. Doppie vite
6. Isola
7. Al posto suo
8. E' già domani
9. Quando si fa sera I
10. Quando si fa sera II
11. Un amore incoffessabile
12. Guarda me
13. Quel che resta dei padri
14. Gioco di prestigio
15. Piovuti dal cielo
16. Prove di coraggio
17. Frequenze
18. I soldi e le donne
19. Al buio
20. Una nuova vita
21. Guerra di quartiere
22. Un futuro diverso
23. Tentazione del male
24. Autopsia di un tradimento
25. Ossesioni
26. Vieni via con me

### Dixième saison (2010)
1. Passato, presente
2. Atto di accusa
3. Ricordi e bugie
4. Un futuro migliore
5. Maschere e volti
6. Era mia madre
7. Fantasmi
8. Prova d'amore
9. Tsunami
10. Cause e affetti
11. Lontano da qui
12. Sensi di colpa
13. Il terzo occhio
14. Appezi a un filo
15. All'ultimo secondo
16. La tana del lupo
17. Un sospetto pericoloso
18. Una triste risata
19. Insoliti sospetti
20. Morto che cammina
21. La vita in gioco
22. Un'altra opportunità
23. Vite in segreto
24. Il sesso debole
25. Prima che accada
26. Giochi di bimba

### Onzième saison (2011-2012)
1. Destini incrociati - Parte I
2. Destini incrociati - Parte II
3. Divisi in due - Parte I
4. Divisi in due - Parte II
5. Giarabub
6. Pirati
7. La fabbrica dei cloni
8. La forza di un amore
9. Amore in vendita
10. Sciacalli
11. Giochi clandestini
12. La trappola
13. Perduta
14. Un talento fatale
15. Il sangue di Luca
16. La cattiva strada
17. Il campione
18. Il ricordo di Chiara
19. Scelte
20. Un unico errore
21. Impunibile
22. Fatto in casa
23. Pregiudizi e brave persone
24. Il figlio sbagliato
25. Il grano e la pula - Parte I
26. Il grano e la pula - Parte II

## Source
- (it) Cet article est partiellement ou en totalité issu de l’article de Wikipédia en italien intitulé « Distretto di Polizia » (voir la liste des auteurs).